# Полиимид
Полиимидът (кратко означение PI) е материал, съдържащ имидна група в структурата си.

## Свойства
Известно е, че въздействието на влага променя съпротивлението на слоя с няколко порядъка.
Полиимидите са клас ароматни температуро-устойчиви полимерни материали. Тяхната структура е изградена от ароматни пръстени, свързани линейно и симетрично с връзки от типа -О-, -NH-, -CO-. Молекулната им структура предопределя висока термична устойчивост и висока точка на встъкляване (glass transition point). Тези качества правят материала обект на голям брой изследвания с оглед широкото му приложение, най-вече в електронната и микроелектронната промишлености.
Термореактивните полиимиди са известни със своята висока термична устойчивост, добра химическа устойчивост, високи диелектрични свойства, отлични механични свойства, имат оранжев (жълт) цвят и имат висока здравина на опън. Запазват тези свойства до 232 °C.

## Използване
Поради много добрите си химически, механични и диелектрични свойства полиимидите намират приложение в много съвременни области на техниката
- Високотемпературна електрическа изолация за Емайлиран проводник
- За производство на гъвкави печатни платки. Този вид платки се използват при много съвременни устройства, като компютри, телефони, твърд диск и други.
- Самозалепващо фолио за отговорни високотемпературни приложения.